# John Spellman
John Dennis Spellman (nascido em 29 de dezembro de 1926 - 16 de janeiro de 2018) foi um político norte-americano membro do Partido Republicano, sendo o 18º governador de Washington.

## Biografia
Nascido em Seattle em 29 de dezembro de 1926, John Dennis Spellman foi criado em Eastside. Depois de servir na Marinha durante a Segunda Guerra Mundial, ele completou sua graduação na Universidade de Seattle.
Spellman se formou em Direito pela Universidade de Georgetown em Washington, D.C., em 1953, exercendo advocacia durante os próximos treze anos. É casado com Lois Spellman, que se conheceram na Universidade de Seattle, com quem tem seis filhos. 
Spellman concorreu ao cargo de governador pela primeira vez em 1980, vencendo o democrata Jim McDermott, Spellman obteve 56,68% dos votos.
Em 1984 foi candidato a reeleição, foi derrotado pelo democrata Booth Gardner que obteve 53,31% dos votos.
Morreu em 16 de janeiro de 2018 em Seattle, Washington.